# Xenofón
Xenofón (2. pád Xenofónta, starořecky: Ξενοφῶν) (kolem 428–354 př. n. l., nebo 444/1–354 př. n. l. jiné zdroje se mohou lišit) byl starořecký spisovatel, historik, filosof, vojevůdce, vojenský a politický teoretik a Sókratův žák. Protože zastával monarchistické názory a obdivoval Spartské zřízení, byl vypovězen z Athén. V roce 401 př. n. l. se zúčastnil výpravy řeckých žoldnéřů ve službách Kýra Mladšího do nástupnické války v Persii. O této výpravě napsal své nejznámější dílo Anabáze (termín anabasis znamená v staré řečtině cestu od pobřeží do vnitrozemí, vztahuje se tedy jen k první části výpravy, před Kýrovou smrtí u Kúnax). Svůj obdiv k silným vládcům vyjádřil v dílech O Kýrově vychování, Hierón a Agésilaos, ke Spartě pak v díle Spartská ústava. Filosofické spisy Obrana Sókratova a Vzpomínky na Sókrata jsou cennými prameny vědomostí o Sókratovi. S malým úspěchem navázal dílem Hellénika na historika Thúkýdida. Vyšší úrovně dosahuje v prakticky zaměřených dílech s tematikou ekonomie (Oikonomikos - O hospodaření) nebo jezdectví (O jezdectví, O výcviku jezdců), O státních příjmech a jiných. Na konci života se mohl vrátit do Athén.
Po Xenofónovi je pojmenován kráter Xenophon na odvrácené straně Měsíce.

## Život

### Mládí a odchod z Athén
Xenofón pocházel z bohaté athénské rodiny, patřící do Ercheiského dému. Jeho otec se jmenoval Gryllos a byl bohatým jezdcem. V mládí se zapojil do posledních střetnutí peloponéské války jako kavalerista. Možná bojoval i v bitvě u Arginús. V té době se seznámil s athénským filosofem Sókratem a stal se jeho posluchačem. Během oligarchické „Vlády třiceti“ působil ve skupině jezdců, o něž se tento režim opíral. Ve svých Řeckých dějinách se zmiňuje o krutých činech tohoto oddílu. Díky tomuto a svým konzervativním názorům byl však po svržení této vlády a obnovení demokracie donucen Athény opustit.

### Tažení do Asie a návrat
Roku 401 př. n. l.

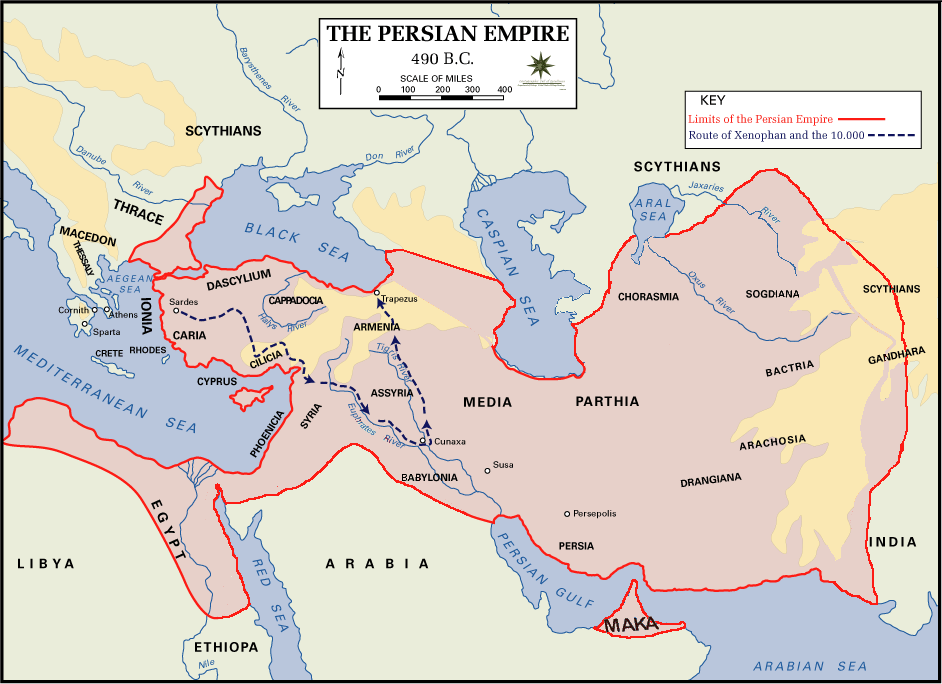
Mapka Perské říše s vyznačením cesty Xenofóna a „Deseti tisíc“

přijal pozvání svého přítele Proxena, který v té době v Řecku verboval žoldnéřské vojsko, a připojil se společně s asi 13 000
dalšími Řeky, mezi kterými byli i další jezdci a podpůrci oligarchie z Athén, k vojsku Kýra Mladšího. Ten se chtěl zmocnit trůnu svého bratra perského krále Artaxerxa II. a vypravil se s vojskem do centra Perské říše. Výprava však přes počáteční úspěchy ztroskotala, když Kýros Mladší padl v bitvě u Kunax ve střední Mezopotámii. Řeckých žoldnéřů zůstalo asi 10 000. Ubránili se zajetí a protože jejich vůdci byli úskokem perského satrapy Tissaferna zavražděni, vybrali si vůdce nové. Tehdy byl mezi velitele zvolen i Xenofón, který se do té doby dle svého vyjádření účastnil výpravy nikoli jako voják, ale spíše jako pozorovatel. Vojsko Řeků se v téměř bezvýchodné situaci rozhodlo pro návrat domů neznámým nepřátelským územím – povodím Tigridu přes východní Anatolii až do černomořského Trapezuntu.
Záměr se zdařil a prořídlé vojsko po více než roce dorazilo do Byzantionu, které vojáci považovali za první řecké město kam výprava došla. Během pochodu se Xenofón vypracoval mezi hlavní velitele. Na černomořském pobřeží se bezúspěšně pokusil přimět vojsko k založení kolonie. Později příběh výpravy ztvárnil v knize Kýrú anábasis, zkráceně Anábasis – Cesta vzhůru. V Byzantiu došlo k rozštěpení vojska a Xenofónově střetu s dosavadním veltelem výpravy Cheirisofem ze Sparty. Většina vojska následovala Xenofóna, se kterým vstoupila do služeb Seutha II, krále thráckého Odryského království. Ten však nebyl schopen za službu platit penězi (zaplatil dobytkem), a proto se vojsko na žádost spartského velitele v Malé Asii Thibróna přesunulo přes moře do Pergamu, kde mu Xenofón odevzdal velení. Tímto okamžikem končí děj Anabáze.

### Působení ve spartském vojsku
Xenofón však nadále setrval ve spartském vojsku v boji proti perským satrapům v Malé Asii (399–397 př. n. l. nebo až 394).
Mezitím byl v Athénách Sókratés popraven a Xenofón byl, možná v souvislosti se svým působením ve spartském vojsku, odsouzen k vyhnanství a byl mu konfiskován majetek. Xenofón tedy zůstal ve spartském vojsku krále Agésiláa II., kterého obdivoval. Stal se jedním ze starších důstojníků a zapojil se do boje proti perskému satrapovi Farnabazovi. Když se Agésiláova vojska zapojila do korintské války proti spojenectví Théb s Athénami, bojoval Xenofón v bitvě u Koróneie proti vlastním krajanům.

### Statkář ve Skilluntě a návrat do Athén
Za své služby obdržel Xenofón statky ve Skillu v Élidě. Usadil se zde a řadu let žil poklidně se svou manželkou Filésií, která mu porodila dva syny: Grylla a Diodóra. Věnoval se svým statkům, lovu a literární činnosti. Poté, co Sparta Skillos ztratila (371 př. n. l.), se uchýlil na Isthmos.
Vztahy mezi Spartou a Athénami se zlepšily v roce 365 př. n. l. a Xenofóntovo vypovězení bylo zrušeno. Vrátil se tedy do své vlasti. Jeho synové potom sloužili v Athénském vojsku, přičemž jeden z nich – Gryllos – padl v bitvě proti Thébám u Mantineie roku 365 př. n. l.. Devět let poté zemřel při návštěvě Korinthu i Xenofón.

## Charakteristika Xenofónta a jeho díla
Xenofón je představitelem typu athénského aristokrata. Ve svém pestrém životě spojil osud vojáka, statkáře a literáta v úctyhodné vyjádření řeckého ideálu kalokagathie. Byl odhodlaný dovést mužstvo zpět do vlasti a učinil tak. Útrapy expedice snášel i s posledním pohaněčem oslů, a proto byl jako velitel vojáky respektován. Nečinil delší kroky, kterým by ostatní nestačili.
Zastával velmi vyhraněné postoje vůči demokracii. V tomto smyslu byl též ovlivněn Sókratem, kterého athénská demokracie odsoudila k trestu smrti (možnost vyhnanství Sókratés odmítl). Ačkoli byl dlouho dobu jeho žákem a po celý svůj život byl na tuto skutečnost velmi hrdý, nedokázal ve svých dílech postihnout hloubku Sókratovy filosofie.
Jeho politické názory jej vedly k obdivu spartského zřízení. Stranil a důvěřoval spíše autoritativní politice mocných vládců, jak je patrné z jeho díla. Dlouhý čas sloužil ve vojsku spartského krále Ágesiláa, ke kterému cítil silnou náklonnost. Toto a jeho politické přesvědčení jej vedly i k boji proti vlastním krajanům. V otázce náboženské zůstal tradicionalistou. Důvěřoval v moc věšteb a obětí. Tyto stránky jeho smýšlení nedovolily, aby se historickou knihou Hellénika vyrovnal kritickému pohledu Thúkýdidovu.
Xenofón vynikl spíše praktickým přístupem, což se projevilo ve spisech o vojenství, o ekonomice a zejména ve slavném líčení Kýrovy expedice. V oblasti vojenství čerpal ze svých zkušeností a dával přednost tuhé disciplíně. Na druhou stranu věnoval značnou pozornost i prostým vojákům a jejich nelehkému osudu plnému nejistoty. Podobně filantropické názory zastával i v otázce postavení ženy ve společnosti. Na straně druhé se často projevuje velmi sebestředně.
Vyzdvihován je jeho způsob vyjádření děje a střídmý jazyk, který byl v antice pokládán za jeden z vrcholů attického písemnictví. Jeho knihy prostým a čtivým způsobem zprostředkovávají poznatky jak čistě praktického rázu, tak i etickou osvětu. Pro tuto vlastnost byl obdivován mnohými Římany.

## Dílo
Xenofóntovo dílo lze podle obsahu rozdělit na čtyři okruhy: historické spisy, filosofické, politické a odborné. U některých děl připisovaných tomuto autorovi v antice bylo po provedení jazykových expertíz Xenofóntovo autorství zpochybněno nebo zcela vyloučeno.

### Historické spisy
- Kýrova cesta vzhůru (Κύρου ανάβασις), zkráceně Anabáze, je Xenofóntovo nejznámější a nejvíce oceňované dílo. Líčí osudy výpravy 13 000 řeckých žoldnéřů do nástupnické války v Persii a zejména jejich zpáteční pochod (viz autorův životopis). Osudy výpravy z roku 401 př. n. l. vznikaly patrně až ve Skilluntě po roce 386 př. n. l. podle předběžných poznámek a dokončeny byly roku 377 př. n. l.[3]. Popis událostí je velmi čtivě a srozumitelně podán v chronologickém uspořádání. Ve snaze dodat svému dílu objektivity píše Xenofón ve třetí osobě, podobně jako jiní starověcí autoři. Dílo bylo dokonce původně vydáno pod jménem Themistogena Syrakúského. Přesto se však autor místy dopustil přílišného vyzdvihování svého vlastního významu nad ostatní velitele; snad jej k tomu vedly aktuální politické okolnosti v době vzniku díla. Kniha byla vysoce ceněna již ve starověku. Alexandr Veliký ji v počátcích tažení proti Persii používal jako příručku o tamních krajích, ceněna byla též Římany a nechal se jí inspirovat i Gaius Iulius Caesar. V pozdější době byla rozdělena do sedmi částí a doplněna vsuvkami, které jsou však rozpoznány.

- Hellénika (Ελληνικά) neboli Řecké dějiny. V tomto díle navázal na Thúkýdidovy Dějiny peloponéské války; popsal dějiny let 411–362 př. n. l.. Svým stylem se jasně odlišuje od ostatních Xenofóntových děl a hlásí se tak k Thúkýdidově odkazu. Dílo bylo patrně psáno s přestávkami asi mezi lety 403 a 362 př. n. l.[3]. V prvních dvou knihách ze sedmi, na které je dílo rozděleno, jsou popsány události do skončení Peloponéské války a Xenofón zde dosahuje vyšší míry objektivity než v dalších částech díla, kde vystupuje do popředí náklonnost ke Spartě a ke králi Ágesiláovi II. Závěr díla prostupují i pokusy o morální a politickou reflexi. V celém díle se projevuje nedostatek autorova odstupu, kdy se do podoby díla promítla místa, kde Xenofón pobýval a nedostatečná chronologická přesnost. V díle jsou opomenuty mnohé důležité události (např. vznik druhého athénského spolku) a nejsou zachyceny ani vnitřní souvislosti událostí. Ačkoli je autorova náklonnost ke Spartě v tomto díle velmi patrná, není jejím propagandistou, o čemž svědčí jeho zděšení nad tzv. „královským mírem“.

- O Kýrově vychování (Κύρου παιδεία) je dílo, které má smíšený historicko-filosofický ráz. Xenofón se na pozadí životopisu slavného perského krále Kýra II. Velikého, jehož obdivoval a s jehož potomkem Kýrem Mladším sloužil, snaží vyjádřit i své vlastní názory na morálku, výchovu rodiny, vedení státu a podstatu autority. Úvahově popisuje dokonalého panovníka a jeho cestu k moci a za vzor dává právě Kýra. Není to životopis v pravém smyslu slova, neboť Xenofón zde využívá básnickou licenci a děj oproti skutečnosti přetváří v zájmu vyjádření vlastních názorů. Kniha byla napsána v 70. letech 4. století[3] a později byla rozdělena do osmi knih. Je první z řady řeckých literárních děl podobného rázu.

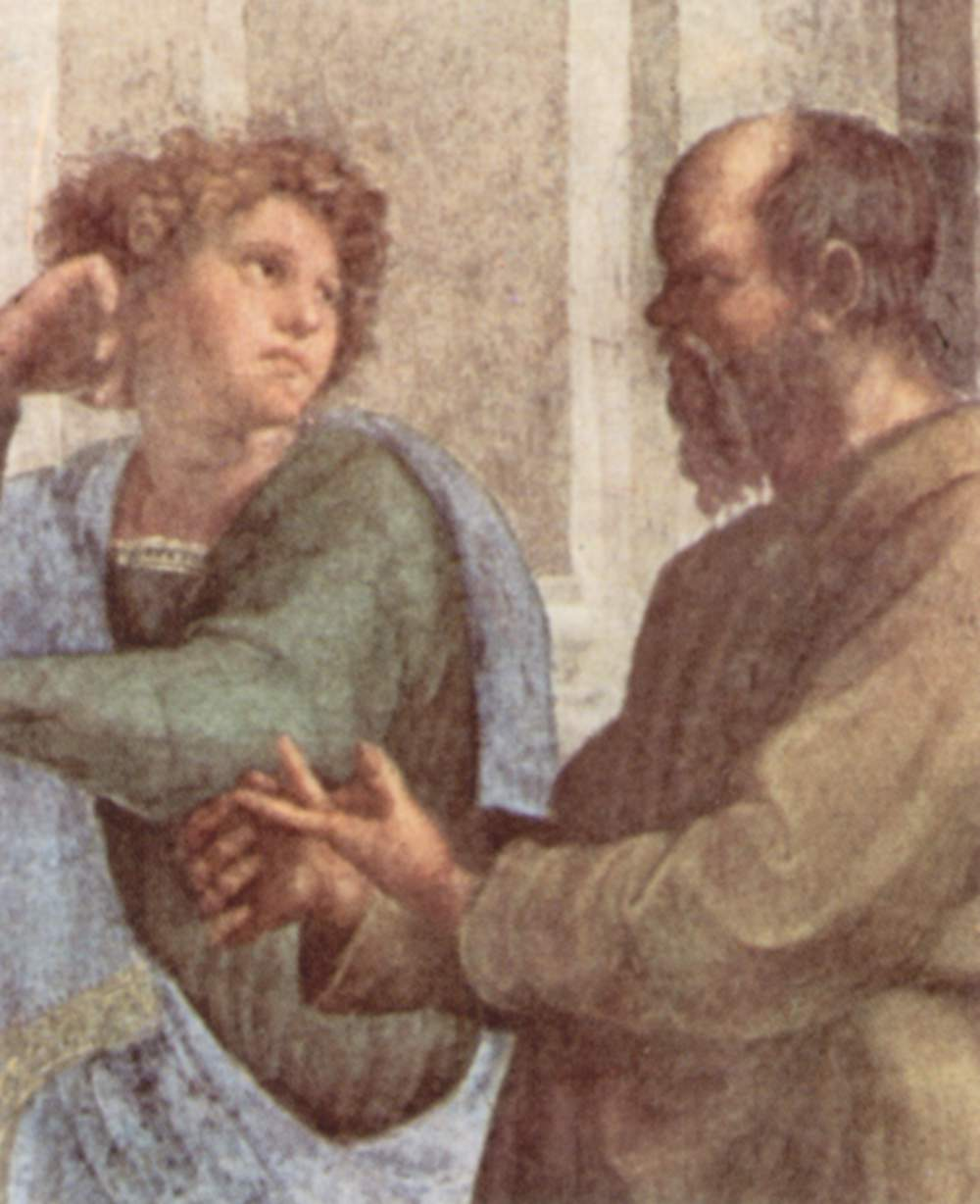
Xenofón rozmlouvající se Sókratem, detail Raffaelovy fresky Athénská škola

### Filosofické spisy
- Obrana Sókratova (Άπολογία Σωκράτους πρις τους δικαστάς) popisuje Sókratovo jednání, které vyústilo k jeho odsouzení, osvětluje filosofovy pohnutky, které jej vedly k tomu, že se nedoprošoval milosti a raději zemřel, a konečně se snaží dokázat Sókratovu mravní převahu a mylnost celého procesu. Byla sepsána kolem roku 384 př. n. l.[3].

- Vzpomínky na Sókrata (Άπομνημονεύματα Σωκράτους) je jeden důležitých pramenů našich vědomostí o Sókratovi. Spis je nejspíš Xenofótovou odpovědí, jakousi obranou, na Sókratovu obžalobu od sofisty Polykrata z roku 394 př. n. l.[5]. Je napsána oblíbeným stylem dialogu a na jednotlivých příkladech ze života ukazuje bezpředmětnost obžaloby. Autor se však podle své povahy soustředí na rozpravy o vzdělávání, bohatství a domácím hospodaření, čímž se vlastně vyhýbá tématům, o které se v Sókratově případě vedl spor. Spis byl napsán ve dvou etapách – po roce 381 a asi v letech 355/354[3]; je rozdělen do čtyř knih.

- Symposion (Συμπόσιον) je vyprávění o hostině pořádané Kalliem, bohatým Athéňanem, na oslavu jeho milence Autolyka, který zvítězil v soutěži o panathénajských slavnostech. I zde vystupuje filosof Sókratés a pojednává o svých názorech na milenecký vztah.

- Ágesiláos (Αγησίλαος) je drobný spisek částečně příbuzný s Hellénikou, chvalořeč na spartského krále a vojevůdce Ágesiláa II. a zároveň jeho nekrolog (zemřel roku 361 př. n. l.). Dílo má filosofický ráz, Ágésiláos je zde vylíčen jako vzor dobré povahy.

- Hierón (Ίέρων) je kratší politicko-filosofický spisek. Svým zaměřením navazuje na knihu O Kýrově vychování. Obsahem je rozmluva syrakúského tyrana Hieróna I. s básníkem Simónidem z Keu. Předmětem této diskuse je nepřímé poukazování na nevýhody tyranidy a výhody monarchie. Simonidés popisuje prostředky, jakými může vladař učinit občany šťastnými a prostřednictvím toho i sám sebe. Poukazuje na to, že vladař bude mít z prospěchu svých poddaných vlastní prospěch, kterého by utlačováním svých občanů nemohl dosáhnout.

### Politické spisy
- Spartská ústava (Λακεδαιμονίον πολιτεία) – v tomto raném díle napsaném kolem roku 388[3] autor obdivuje Lykúrgovu spartskou ústavu, ve které vidí příčinu stability a vzestupu Sparty. Nevyhýbá se však ani jistým pochybám o tehdejším vývoji ústavního systému ve Spartě.

### Odborné spisy
- O hospodaření (Οικονομικός) je filosofický spis, který ve formě rozhovoru, jehož hlavním mluvčím je Sókratés a později dobrý hospodář Ischomachos, udílí praktické rady pro hospodaření venkovské šlechtické domácnosti a úlohy ženy v ní a taky poukazuje na důležitost schopnosti řídit (spravovat) a vést. Kromě Hesiodových Prací a Dní se toto dílo považuje za první spis pojednávající o ekonomii.

- O státních příjmech (Πόροι η περί προσόδων) je pojednání o praktických možnostech Athénského státu, jak zvýšit příjmy do obecního rozpočtu. Volně navazuje na myšlenky Eubula, athénského odborníka v oblasti politiky a ekonomie. Xenofón navrhuje například podpořit podnikání zvýšením počtu metoiků. Spis byl sepsán v letech 355 a/nebo 354[3].

- O výcviku jezdců velitelem (Ιππαρχικός) je návod pro vůdce jízdy. Pojednává o jeho povinnostech a prostředcích, jak zlepšit athénskou jízdu. Autor využívá svoje bohaté osobní zkušenosti.

- O jezdectví (Περί ίππικης) je dalším praktickým návodem pro jezdce, provázející jej od nákupu koně přes jeho ošetřování a výcvik až k nákupu vybavení. Oba spisky o jezdectví reagují na tehdy stoupající popularitu takových děl.

### Spisy Xenofóntovi připisované
- Athénská ústava (Αθηναίων πολιτεία) je spis neznámého athénského aristokrata. Jako odpůrce demokracie se autor zabývá jejími nedostatky, ale srozuměn s její existencí, pojednává o praktické politice.

- O lovu se psy (Κυνηγετικός) je odborný spis pojednávající o povaze a výcviku loveckých psů, o významu lovectví a také popisuje krásy lovu. Xenofóntovo autorství je nejisté.